# Gabriel Camps
Gabriel Camps (* 20. Mai 1927 in Misserghin bei Oran, Algerien; † 6. September 2002) war ein französischer Prähistoriker mit Schwerpunkt auf dem Maghreb und der Geschichte der Berber, die sich selbst Imazighen nennen.

## Leben und Wirken

### In Algerien
Camps Vater war Ingenieur bei der staatlichen algerischen Eisenbahngesellschaft, der Société nationale des chemins de fer algériens. Gabriel Camps besuchte das Gymnasium (lycée) in Oran und absolvierte sein Baccalauréat 1944 in Latein und Griechisch, 1945 in Philosophie in Algier. Ab 1949 arbeitete er dort im Nationalmuseum (Musée national du Bardo) bei Lionel Balout, aus dessen Forschungsstätte die „algerische Schule“ hervorging, innerhalb derer Camps einer der herausragenden Teilnehmer wurde. Zunächst arbeitete er als Lehrer an verschiedenen Schulen. Für seine Magisterprüfung legte er 1955 die Arbeit La Préhistoire de l’Afrique du Nord vor, es folgte 1961 seine Doktorarbeit unter dem Titel Aux origines de la Berbérie. Monuments et rites funéraires protohistoriques, ebenso wie Massinissa ou les débuts de l’Histoire.
Als Algerien 1962 von Frankreich unabhängig wurde, war vorgesehen, dass die Institute der Universität von den dort arbeitenden Franzosen noch vier Jahre fortgeführt werden sollten. Gabriel Camps und seine Frau Henriette Camps-Fabrer entschieden sich, nach Algerien zurückzukehren. Dort arbeiteten beide bis 1969, doch als die Verträge ausliefen, musste sie noch im selben Jahr nach Frankreich gehen. Camps gehörte ab 1959 dem Centre national de la recherche scientifique an, von 1962 bis 1969 war er Direktor des Centre de recherches anthropologiques, préhistoriques et ethnologiques.

### In Frankreich
In Aix-en-Provence besetzte Camps als erster den Lehrstuhl für vorgeschichtliche Archäologie (archéologie préhistorique). Das bereits in Algier angefangene Forschungsprojekt Recherche Coopérative sur Programme fand thematisch seine Fortsetzung im Laboratoire d’Anthropologie et de Préhistoire des Pays de la Méditerranée Occidentale; es folgten weitere Institutionen wie das Institut de Recherches et d’Etudes sur le Monde Arabe et Musulman oder das Maison méditerranéenne des Sciences de l’Homme.
Ab 1970 arbeitete Camps an seiner Encyclopédie berbère. Deren erster Band erschien 1984, der letzte von 24 von ihm herausgegebenen Bänden im Jahr 2001. Das Gesamtwerk umfasste zu diesem Zeitpunkt fast 3800 Seiten, etwa zur Hälfte von ihm selbst verfasst, und reichte bis zum Buchstaben "I". Es wird seither fortgesetzt unter der Herausgeberschaft von Salem Chaker und ist zum größten Teil auch online zugänglich.
Es erfolgten zudem Publikationen wie Les civilisations préhistoriques de l’Afrique du Nord et du Sahara (1974), das Manuel de recherches préhistoriques (1980, ND 1990), Berbères aux marges de l’Histoire (1980), La Préhistoire. À la recherche du paradis perdu (1982, ital. 1985), dann zwei Publikationen zur Urgeschichte Korsikas (1988) und L’Afrique du Nord au féminin (1992). Auch initiierte er den Atlas préhistoriques du Midi méditerranéen français und den Atlas préhistorique de la Tunisie. 1998 gab er L’homme préhistorique et la mer heraus.
Camps studierte die vorrömische Zeit in Nordafrika und im Wesentlichen die Glaubensvorstellungen dieser Zeit, die Berberkönigreiche, libysche Inschriften, Bestattungspraktiken, die punische und römische Welt, wobei der größte Teil seiner Arbeiten die Frühgeschichte und die wissenschaftliche Bestimmung des Begriffs "Berber" betrifft.
Mit seiner These, die Berber seien zunächst linguistisch als Einheit zu verstehen, nicht als ethnische Gruppe, stieß er anfangs auf Widerspruch seitens derjenigen, die unter den Berbern ein Volk verstanden. Doch es war erst diese spätestens von Griechen und Römern entwickelte und von Arabern fortgeführte Außenvorstellung von einem „Volk“, die dazu führte, dass sich aus den verschiedenen Bevölkerungsgruppen von Berbern in Nordafrika sowie am südlichen Rand der Sahara die Vorstellung einer übergreifenden ethnischen Gruppe entwickelte. Ihre Kultur reichte demnach bis in das Capsien zurück und von dort begann die Entwicklung zu einer ethnisch zu verstehenden Einheit, die im Maghreb bis weit in die Neuzeit verschiedene Lebensweisen vom Viehnomadismus über die bäuerliche Dorfkultur bis zur urbanen Lebensweise pflegte, aber auch sozial, religiös und politisch verschieden ist. Dabei sind drei Großgruppen zu unterscheiden, die den weitreichenden Raum ihrer Verbreitung ausfüllen und von dort mit der islamischen Expansion ab dem 8. Jahrhundert eine zeitweise Ausbreitung bis auf die Iberische Halbinsel und bis heute über weite Teile Westafrikas nahmen. Weiterhin vermischten sich die Bevölkerungsgruppen der Berber kontinuierlich mit anderen ethnischen oder kulturellen Gruppen. Von der vorherrschenden französischen Wissenschaft und Verwaltung wurden sie jedoch lange ausschließlich als ethnische Gruppe wahrgenommen.

## Schriften (Auswahl)
- Inscriptions d’Altava (Lamoricière), in: Bulletin trimestriel de la Société de Géographie et d'Archéologie de la Province d'Oran 66/67 (1945/1946) 35–38.
- Les dolmens de Beni Messous, in: Libyca. Anthropologie, archéologie préhistoriques, NS 1 (1953) 239–372.
- Des dolmens à 20 km d’Alger, in: Algéria 22 (1954) 5–10.
- Les Bavares, peuples de Maurétanie césarienne, in: Revue africaine 99 (1955) 241–288, (online).
- Un mausolée marocain, la grande bazina de Souk el-Gour, in: Bulletin d’Archéologie marocaine 4 (1960) 47–92.
- Aux origines de la Berbérie. Massinissa ou les débuts de l’Histoire (= Libyca. Préhistoriques et Etnographiques, 8, Semestre 1, ISSN 0459-3049). Service des Antiquités de l'Algérie, Algier 1960 (Camps Doktorarbeit über Massinissa).
- Aux origines de la Berbérie. Monuments et rites funéraires protohistoriques, Arts et métiers graphiques, Paris 1961.
- Le Bardo. Musée d’ethnographie et de préhistoire d'Alger, Musée du Bardo, Algier 1967.
- Amekni. Néolithique ancien du Hoggar (= Mémoires du Centre de recherches anthropologiques préhistoriques et ethnographiques 10, ZDB-ID 30577-7). Arts et métiers graphiques, Paris 1969.
- mit Georges Olivier (Hrsg.): L’Homme de Cro-Magnon. Anthropologie et archéologie. 1868–1968, Arts et métiers graphiques, Paris 1970.
- Les civilisations préhistoriques de l’Afrique du nord et du Sahara, Doin, Paris 1974. ISBN 2-7040-0030-1
- L’âge du tombeau de Tin Hinan, ancêtre des Touareg du Hoggar, in: Zephyrus 25 (1974) 497–516 (online).
- mit Henriette Camps-Fabrer (Hrsg.): Atlas préhistorique du Midi méditerranéen, Éditions du CNRS, Paris 1978–1990.
- Berbères. Aux marges de l’histoire, Éditions des Hespérides, Toulouse 1980. ISBN 2-85588-006-8
- La préhistoire. À la recherche du paradis perdu, Perrin, Paris 1982. ISBN 2-262-00267-3
- Les Berbères. Mémoire et identité, Errance, Paris 1987. ISBN 2-903442-32-0
- Préhistoire d’une île. Les origines de la Corse, Errance, Paris 1988. ISBN 2-903442-74-6
- L’Afrique du Nord au féminin. Héroïnes du Maghreb et du Sahara, Perrin, Paris 1992. ISBN 2-262-00740-3
- Des rives de la Méditerranée aux marges méridionales du Sahara. Les Berbères (= Encyclopédie de la Méditerranée. Histoire, 4), Édisud u. a., Aix-en-Provence u. a. 1996. ISBN 2-85744-880-5
- I berberi della riva del Mediterraneo ai confini meridionali del Sahara (= EDM. Un'enciclopedia del Mediterraneo. Sezione Storia, 5), Jaca Book, Mailand 1996. ISBN 88-16-43605-0
- Le Néolithique méditerranéen. Techniques et genres de vie (= Encyclopédie de la Méditerranée. Histoire, 12), Édisud u. a., Aix-en-Provence u. a. 1998. ISBN 2-7449-0039-7
- als Herausgeber: L’homme préhistorique et la mer, Éditions du CTHS, Paris 1998 (Akten des 120e congrès national des sociétés historiques et scientifiques).[3] ISBN 2-7355-0370-4
- La Corse à l’Age du fer, in: Bruno Chaume, Jean-Pierre Mohen, Patrick Perin (Hrsg.): Archéologie des Celtes. Mélanges à la mémoire de René Joffroy (= Protohistoire européenne. 3), Éditions Mergoil, Montagnac 1999, S. 29–40. ISBN 2-907303-17-1
- Contribution de la cartographie à l’étude des phénomènes culturels berbères, in: Daniel Balland (Hrsg.): Hommes et terres d’Islam. Mélanges offerts à Xavier de Planhol (= Bibliothèque iranienne 53, 1), Band 1, Institut français de recherche en Iran, Teheran/Löwen 2000, S. 377–390. ISBN 2-909961-21-4